# Schloss Laubach
Das Schloss Laubach in Laubach, Hessen, besteht in seiner heutigen Gestalt aus drei hufeisenförmig ineinander verzahnten Teilbauten. Von den ehemals vier wehrhaften, später mit barocken Hauben versehenen Rundtürmen, existieren noch drei. Das Schloss wird von den Grafen zu Solms-Laubach als Wohnsitz genutzt und bewirtschaftet.

## Geschichte
Laubach wurde erstmals 786 im Verzeichnis der Besitzungen des Klosters Hersfeld erwähnt. Von diesem erhielten die Herren von Hagen-Münzenberg die Vogtei Laubach zum Lehen. Eine Burg mit rundem Bergfried (Pforten- bzw. Uhrturm) ist im 13. Jahrhundert in die Ortsbefestigung integriert. Im Jahre 1255 traten infolge der Münzenberger Erbschaft die Herren von Hanau an die Stelle der Münzenberger, gefolgt von den Grafen von Falkenstein. Diese kauften die Burg und begannen im Jahre 1341 mit dem Bau von starken Befestigungsanlagen, deren Vollendung aber erst im Jahre 1559 möglich war. Im Jahre 1418 kam die Burg an die Grafen von Solms.
1475 erhielt Graf Kuno von Solms die Erlaubnis von Kaiser Friedrich III., die Burg und die Stadt Laubach weiter zu befestigen. Die ehemals wehrhaften Rundtürme wurden 1533 durch den Licher Baumeister Wolff Werner umgebaut. 1548 zweigte sich eine bis heute bestehende gräfliche und reichsunmittelbare Linie zu Solms-Laubach ab. Die zur Residenz erweiterte Anlage wurde 1559 unter Friedrich Magnus zu Solms-Laubach, der als erster Solmser seinen ständigen Wohnsitz in Laubach genommen hatte, fertiggestellt und im 16. und 18. Jahrhundert zum Schloss erweitert und ausgebaut.

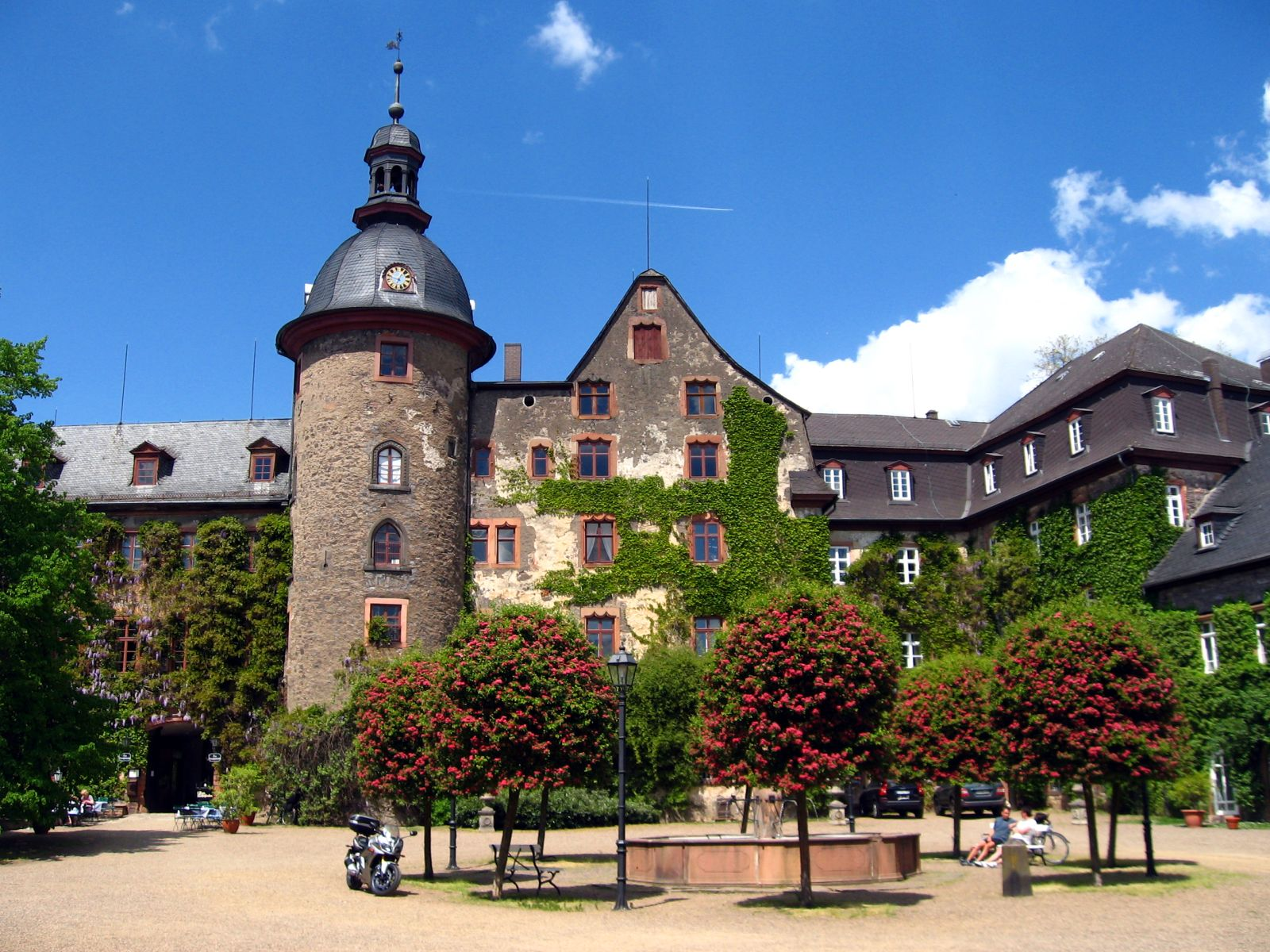
Schlosshof
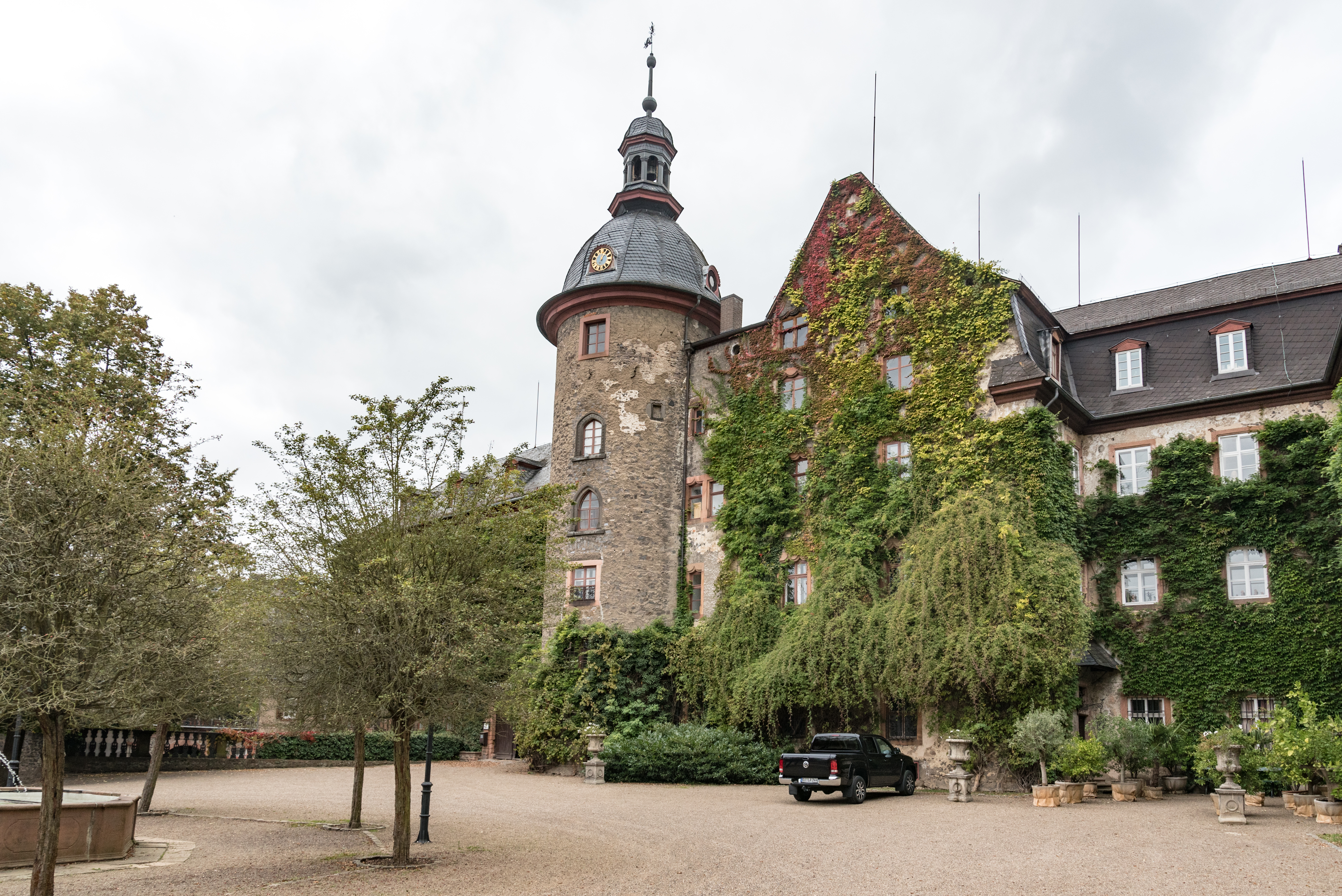
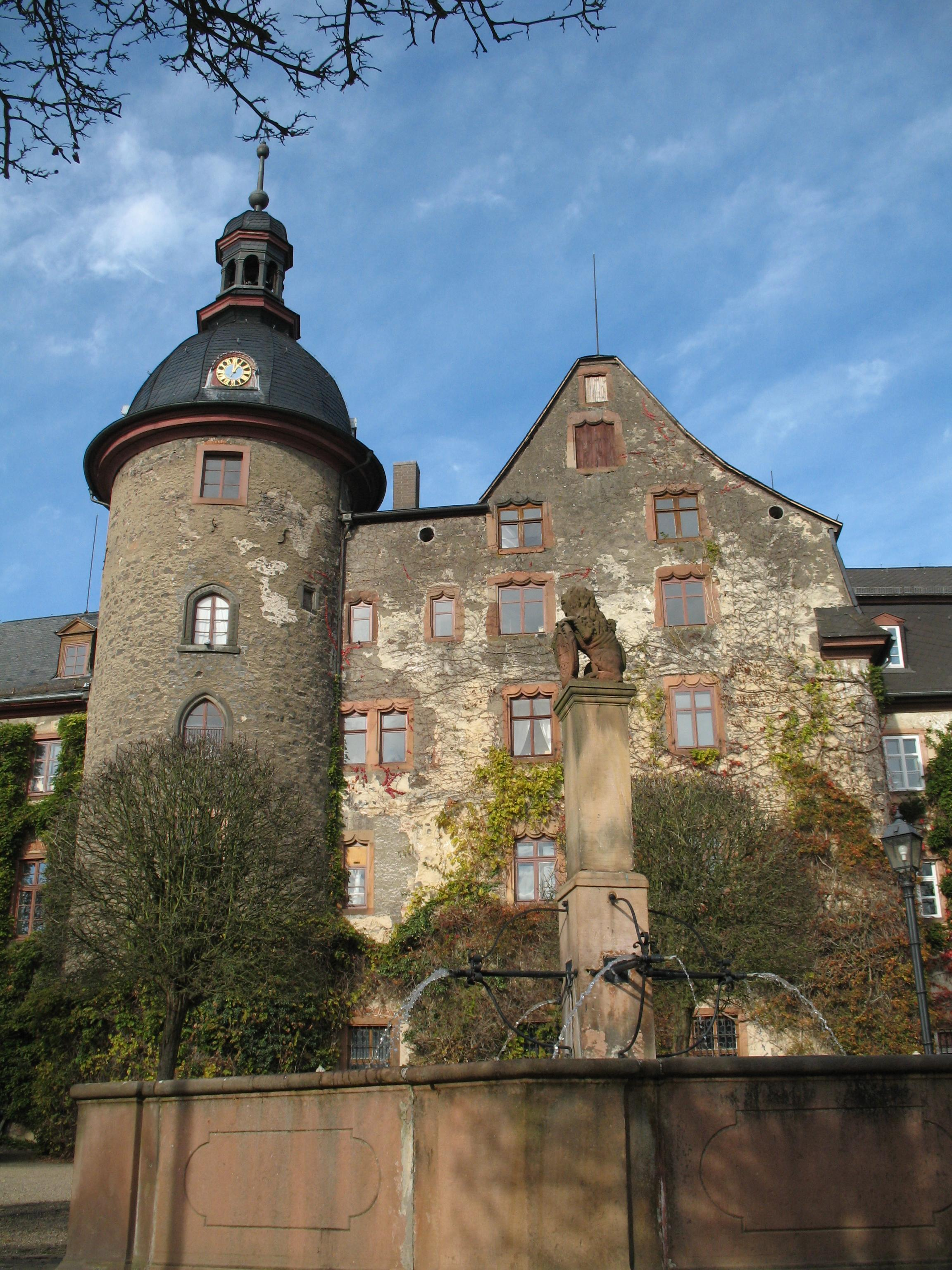
Bergfried und Mitteltrakt
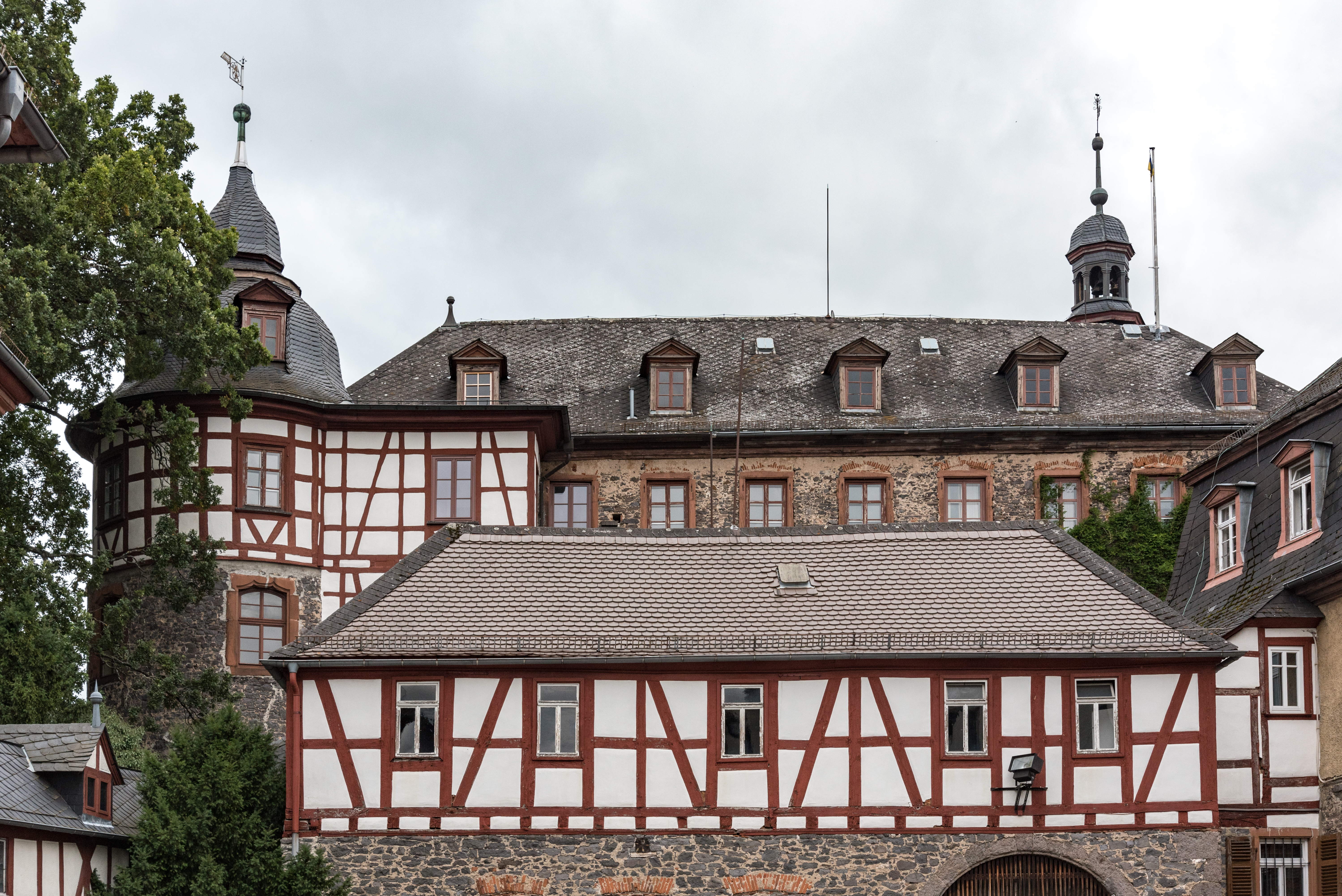
Ansicht vom Kirchplatz
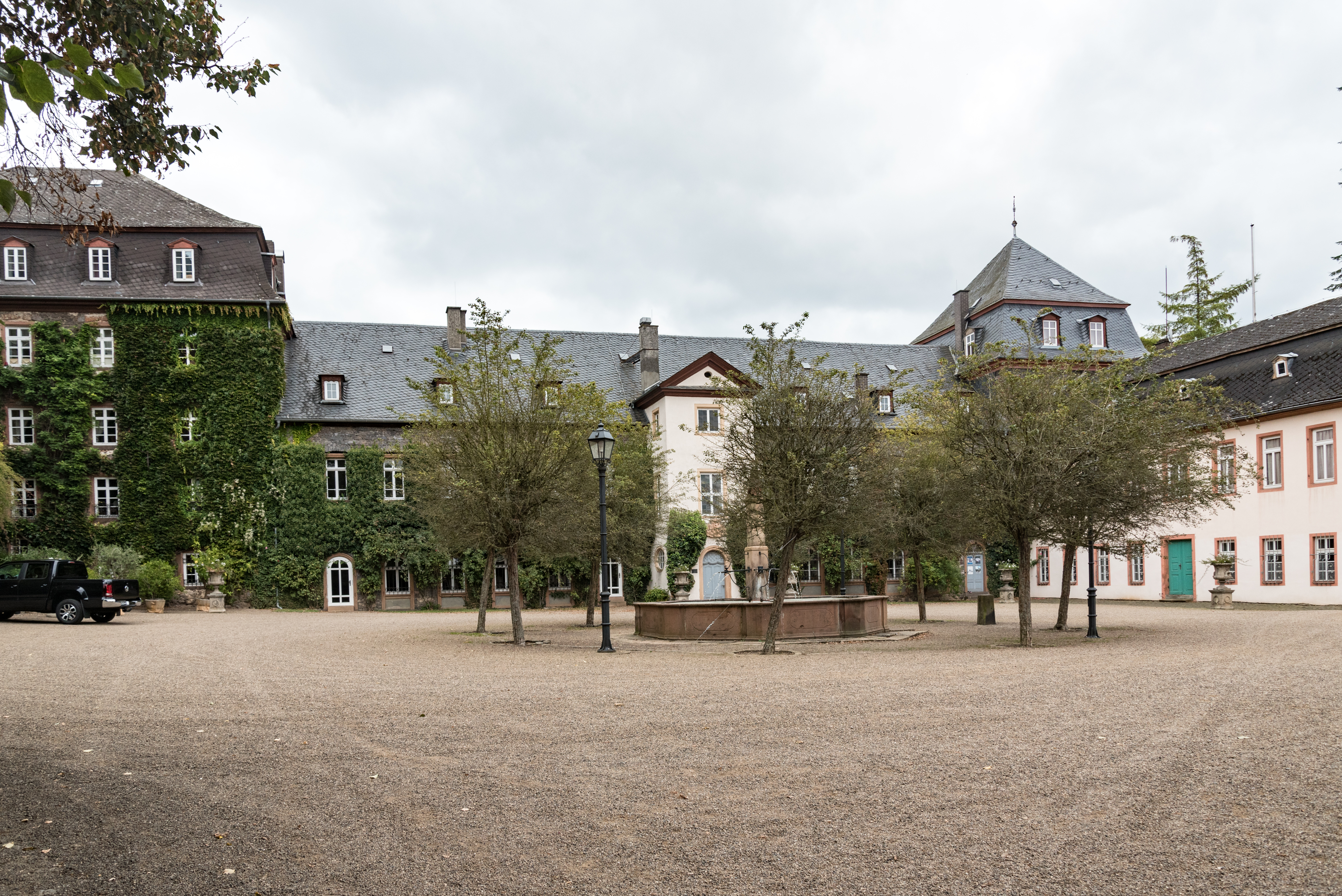
Bibliothek
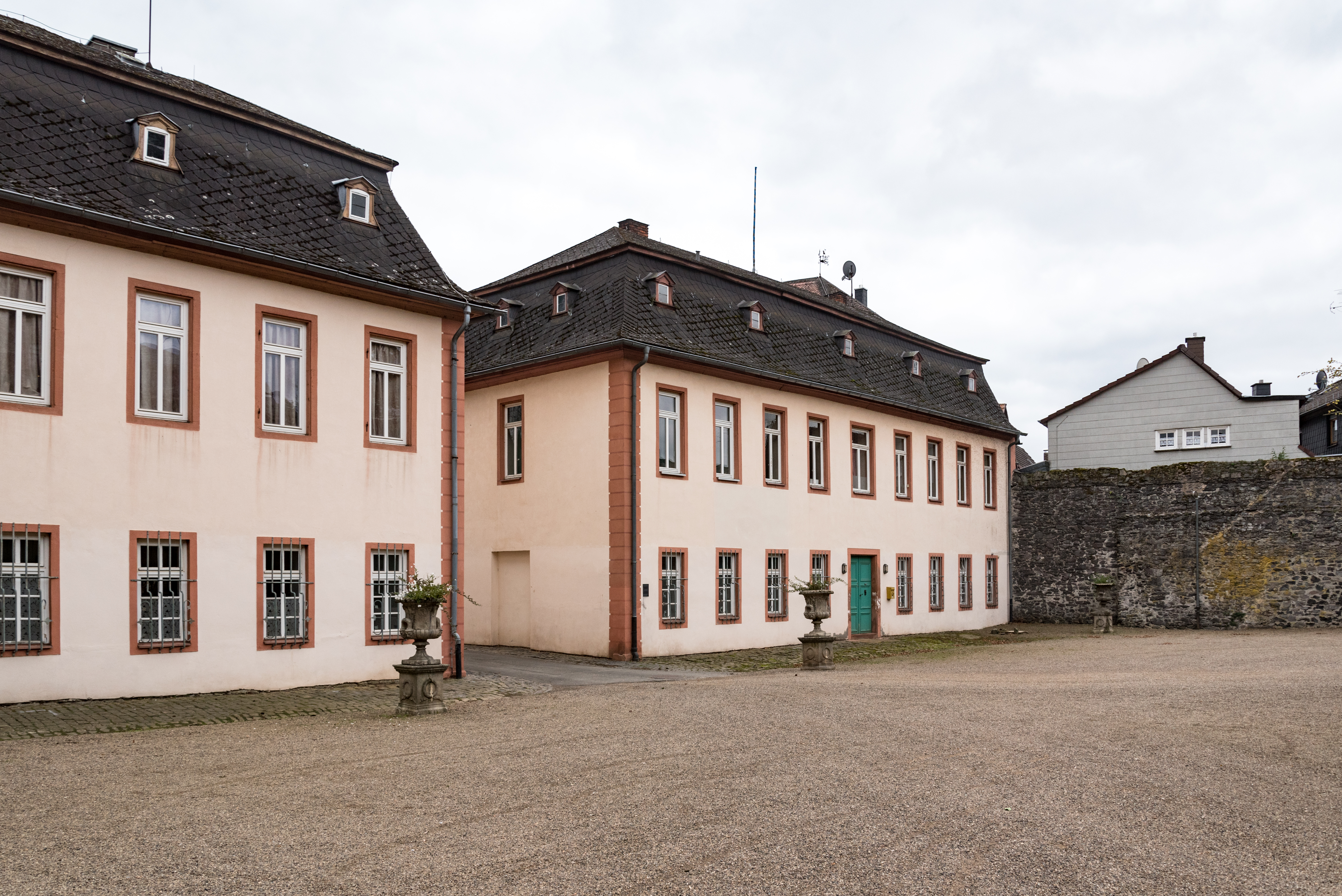
Beamtenhäuser